# Гуляєв Віктор Олексійович
Віктор Олексійович Гуляєв (рос. Виктор Алексеевич Гуляев; нар. 31 березня 1917, с. Коковино, Рузський повіт, Московська губернія, Російська імперія — пом. 8 вересня 1993, Москва, Росія) — радянський футболіст, захисник. Майстер спорту.

## Життєпис
Брат заслуженого футбольного тренера СРСР Миколи Гуляєва (1915—2000). Учасник Німецько-радянської війни.
Вихованець дворового футболу. За свою кар'єру виступав у радянських командах «Локомотив» (Москва), «Спартак» (Москва), «Спартак» (Львів), «Динамо» (Казань), «ЦСКА-клубна» (Москва), ВМС (Москва), БО (Севастополь), «Молот» (Євпаторія).
Після завершення кар'єри гравця був головним тренером радянських команд м. Калінінграда (Московська область), Воронеж, «Шахтар» (Шахти), «Торпедо» (Армавір). З березня 1982 по 1989 рік — голова СТК Федерації футболу Московської області. З 1984 року заступник голови Федерації футболу Московської області.
Помер 8 вересня 1993 року у Москві. Похований на 59-й ділянці Ваганьковського цвинтаря у Москві.

## Досягнення
- Кубок СРСР
  -  Володар (1): 1946

- Майстер спорту СРСР